# یواس‌اس ال‌اس‌تی-۳۸۰
یواس‌اس ال‌اس‌تی-۳۸۰ (به انگلیسی: USS LST-380) یک کشتی بود که طول آن ۳۲۸ فوت (۱۰۰ متر) بود. این کشتی در سال ۱۹۴۳ ساخته شد.